# Invasion (videojoc de 1972)
Invasion és un videojoc d'ordinador/joc de taula híbrid per entre dos i quatre jugadors publicat el 1972 als Estats Units a través de Magnavox per a la videoconsola Magnavox Odyssey. Es considera el primer videojoc d'estratègia disponible al mercat.
El joc és el primer intent de realitzar un videojoc d'estratègia amb un ordinador. Va ser creat per Ralph Baer i el seu equip amb les poques capacitats tècniques disponibles de la Magnavox Odyssey. L'aparell no disposava de memòria i només podia implementar videojocs a l'estil de Pong. Per tant, part de la partida havia de ser jugada sobre el joc de taula. El joc utilitza a diferència d'altres jocs del Odyssey depenent de la situació del joc, diverses targetes de connectivitat (Núm. 4, 5 i 6), fent el joc més complex per a aquest sistema. El disseny visual a la pantalla es va fer amb una pel·lícula adhesiva de colors al televisor (Overlay).